# Dactylia imitans
Dactylia imitans är en svampdjursart som först beskrevs av Lendenfeld 1886.  Dactylia imitans ingår i släktet Dactylia och familjen Callyspongiidae. Inga underarter finns listade i Catalogue of Life.